# David Bruckner
David Bruckner (nascut el 1977 o 1978) és un director de cinema estatunidenc. Amb Jacob Gentry i Dan Bush, va coescriure i codirigir la pel·lícula de terror de 2007 The Signal. Bruckner també va coescriure i dirigir el segment "Amateur Night" de la pel·lícula d'antologia de terror de 2012 V/H/S, així com va dirigir la pel·lícula de 2017 The Ritual i la pel·lícula del 2020 The Night House.

## Primers anys
Bruckner va créixer a Atlanta, Geòrgia. El seu pare era detectiu de policia i la seva mare infermera d'urgències. Va assistir a la Universitat de Geòrgia juntament amb A. J. Bowen i Jacob Gentry. Més tard, els tres col·laborarien amb Dan Bush a The Signal (2007).

## Carrera
Amb Jacob Gentry i Dan Bush, Bruckner va coescriure i codirigir The Signal. Els cineastes van utilitzar les seves connexions a Atlanta per compondre un equip. El concepte prové d'un joc surrealista anomenat cadàver exquisit, en el qual col·laboren diverses persones per completar un projecte artístic.Quan Gentry no va poder contribuir a l'antologia de terror V/H/S (2012), va suggerir Bruckner, que finalment va coescriure i dirigir el segment "Amateur Night". També es va publicar a 2012, el seu curtmetratge Talk Show aborda el debat sobre la tortura als mitjans de comunicació convencionals. Bruckner havia de dirigir un reboot de Divendres 13 per a Paramount Pictures, però es va informar que ho havia deixat a finals de 2015. La seva pel·lícula Southbound es va estrenar al Festival Internacional de Cinema de Toronto de 2015 i the Orchard es va encarregar de la seva distribució per al seu llançament el 2016. El 2016, a ser productor executiu de Siren, que es basava en el seu segment de V/H/S, "Amateur Night". El 2017, va estrenar el seu primer llargmetratge dirigit en solitari, The Ritual, basada en la novel·la de terror d'Adam Nevill. La pel·lícula es va estrenar al Festival de Cinema de Toronto i va ser estrenada a Netflix. També va dirigir i produir el thriller de terror The Night House, protagonitzat per Rebecca Hall. Estrenat a les sales el 20 d'agost de 2021, fou aclamada per la crítica. La seva darrera pel·lícula va ser un reinici de Hellraiser, protagonitzada per Jamie Clayton com a protagonista Cenobite Pinhead.

## Premis i nominacions
El 2008, Bruckner va ser nominat al Independent Spirit John Cassavetes juntament amb Gentry i Bush per The Signal'.

## Filmografia
| Any  | Títol                 | Director | Productor | Guionista | Editor | Notes                  |
| ---- | --------------------- | -------- | --------- | --------- | ------ | ---------------------- |
| 2007 | The Signal            | Sí       | No        | Sí        | Sí     | segment Crazy in Love  |
| 2011 | Talk Show             | Sí       | Sí        | Sí        | Sí     | short film             |
| 2012 | V/H/S                 | Sí       | Segment   | Sí        | Sí     | segment Amateur Night  |
| 2015 | Southbound            | Sí       | Segment   | Sí        | Sí     | segment The Accident   |
| 2016 | Siren                 | No       | Executiu  | Sí        | No     | basat en Amateur Night |
| 2017 | The Ritual            | Sí       | No        | No        | No     |                        |
| 2020 | The Night House       | Sí       | Executiu  | No        | No     |                        |
| 2021 | No One Gets Out Alive | No       | Executiu  | No        | No     |                        |
| 2021 | V/H/S/94              | No       | Executiu  | Story     | No     |                        |
| 2022 | V/H/S/99              | No       | Sí        | No        | No     |                        |
| 2022 | Hellraiser            | Sí       | No        | No        | No     |                        |
| 2023 | V/H/S/85              | Sí       | Sí        | No        | No     | segment Total Copy     |